# Bab edh-Dhra
Bab edh-Dhra (àrab: باب الذراع, Bāb aḏ-Ḏrāʿ) és un jaciment arqueològic de l'edat del bronze primerenc situat prop de la mar Morta, a la riba sud de Uadi Karak, a Jordània. Bab edh-Dhra va ser descobert el 1924 en una expedició dirigida per William F. Albright.
Alguns estudiosos bíblics han argumentat que aquest jaciment seria les restes de Sodoma. Les proves arqueològiques suggereixen que el lloc va ser abandonat pels seus habitants, però també «va patir exposició al foc». De fet Bab edh-Dhra va ser destruït el 2350 aC. Tanmateix hi ha raons per les quals es creu impossible que aquest lloc sigui la Sodoma bíblica, com ara que el poble era massa petit (10 acres), no era a l'àrea geogràfica designada per la Bíblia (Gen 13:10-12) o que no existia en el període que es creu que van passar els fets.

## Restes funeràries

### Cementiri
Dos grans cementiris coneguts com a Khirbet Qazone (o Qayzune) es troben a l'altra banda de la carretera moderna (autopista 50) des de les ruïnes de Bab edh-Dhra. Aquest cementiri data de la primera part de l'Edat del Bronze Antic (c. 3300–2000 aC) i va ser abandonat el 2350 aC.

### Tombes de pou

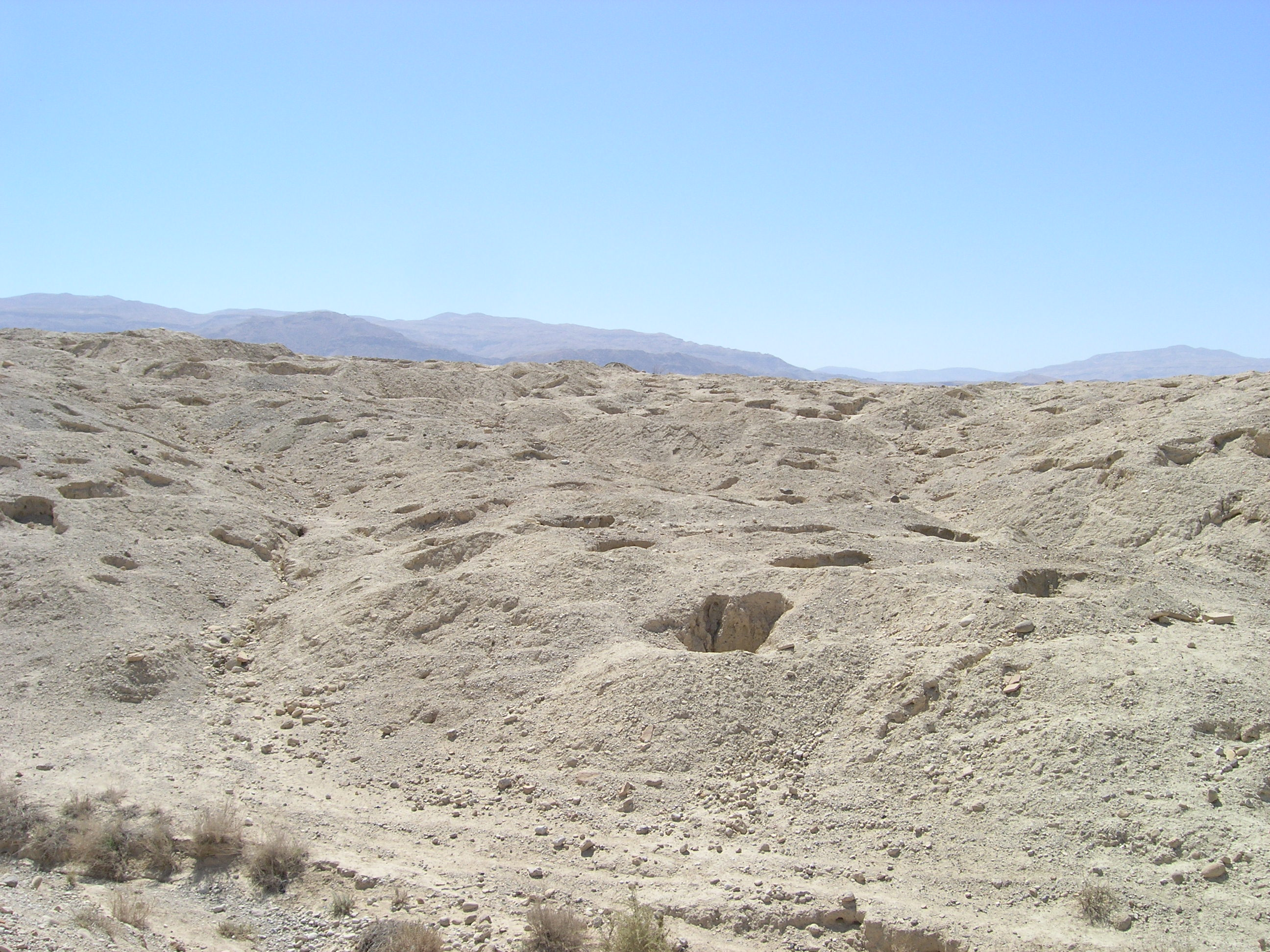
Tombes de pou de Bab edh-Dhra.

Al bronze més primerenc (3500–3100 aC) es van utilitzar tombes de pou o sepultures d'estil ossari. Hi ha la presència d'unes 20.000 tombes que els arqueòlegs estimen que representen més de mig milió de cossos. Les fosses varien de mida entre 0,6 i 0,9 metres de diàmetre i uns 3 metres de profunditat. Aquestes sepultures pertanyen al període preurbà del lloc i daten d'uns 3150-3000 aC.

### Ossaris
Al Bronze Antic II (3100–2650 aC) i al període III (2650–2350 aC) el mètode utilitzat per a l'enterrament eren edificis rectangulars de maó de fang anomenats ossaris o "biblioteques del cos". Totes les restes humanes identificades a Bâb edh-Dhrâʿ s'han confinat al cementiri (tombes de l'ossari) i no es troben a la capa de destrucció de la ciutat.

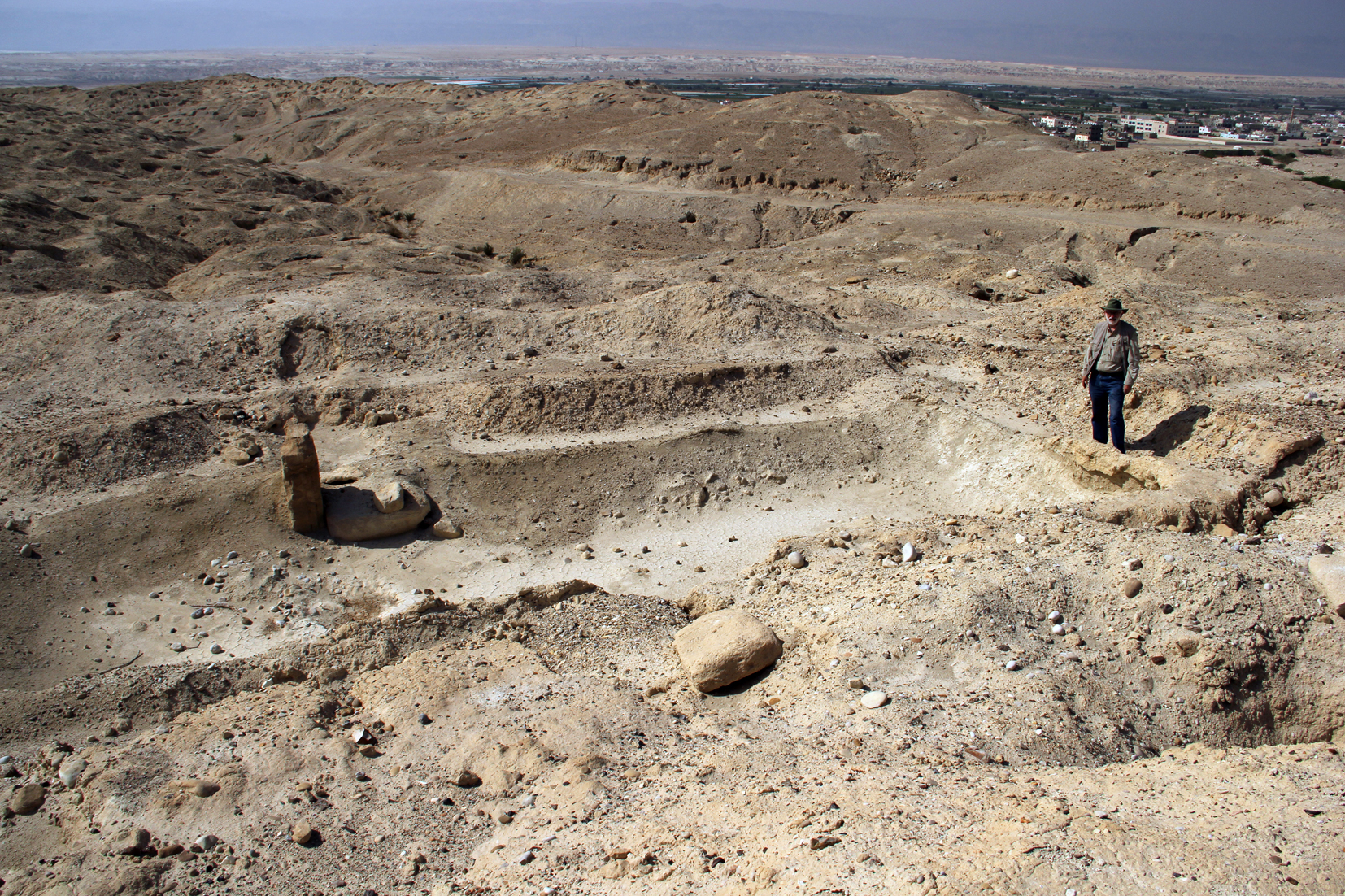
Un ossari de l'edat del bronze inicial III, al cementiri de Bab edh-Dhra. A la paret lateral de l'edifici s'hi pot veure el portal amb una pedra ortostat ben vestida.

Al voltant de l'any 2900 aC, els residents de Bab edh-Dhra van abandonar les tombes subterrànies per a ossaris rectangulars sobre terra al cementiri. Els ossaris rectangulars s'assemblaven a les cases residencials de les ciutats però amb uns graons interiors que baixaven a un pis de còdols on entre els difunts es col·locaven objectes personals com ara comptes, teixits, ceràmica i altres objectes de pedra i metall. La destrucció dels ossaris es va produir durant la destrucció de la ciutat l'any 2350 aC. Es van excavar quatre cases i altres dues parcialment excavades. Els edificis variaven en grandària des d'11,50 X 5,50 metres fins a 7 x 5 metres.

### Tombes de túmul
L'enterrament de cairn (o tomba de túmul), que datava del bronze primerenc III (2650-2300 aC), va ser l'última forma d'enterrament del lloc. Eren tombes circulars sobre el sòl fetes de tàpia (ossaris circulars) en les quals s'hi van trobar proves de diverses pràctiques mortuòries. La tomba era una fossa poc profunda on el cos es posava amb ceràmica i un punyal amb un munt circular de pedres amuntegades (així anomenat túmul). Van ser les tombes dels que van conquerir la ciutat i la van cremar.

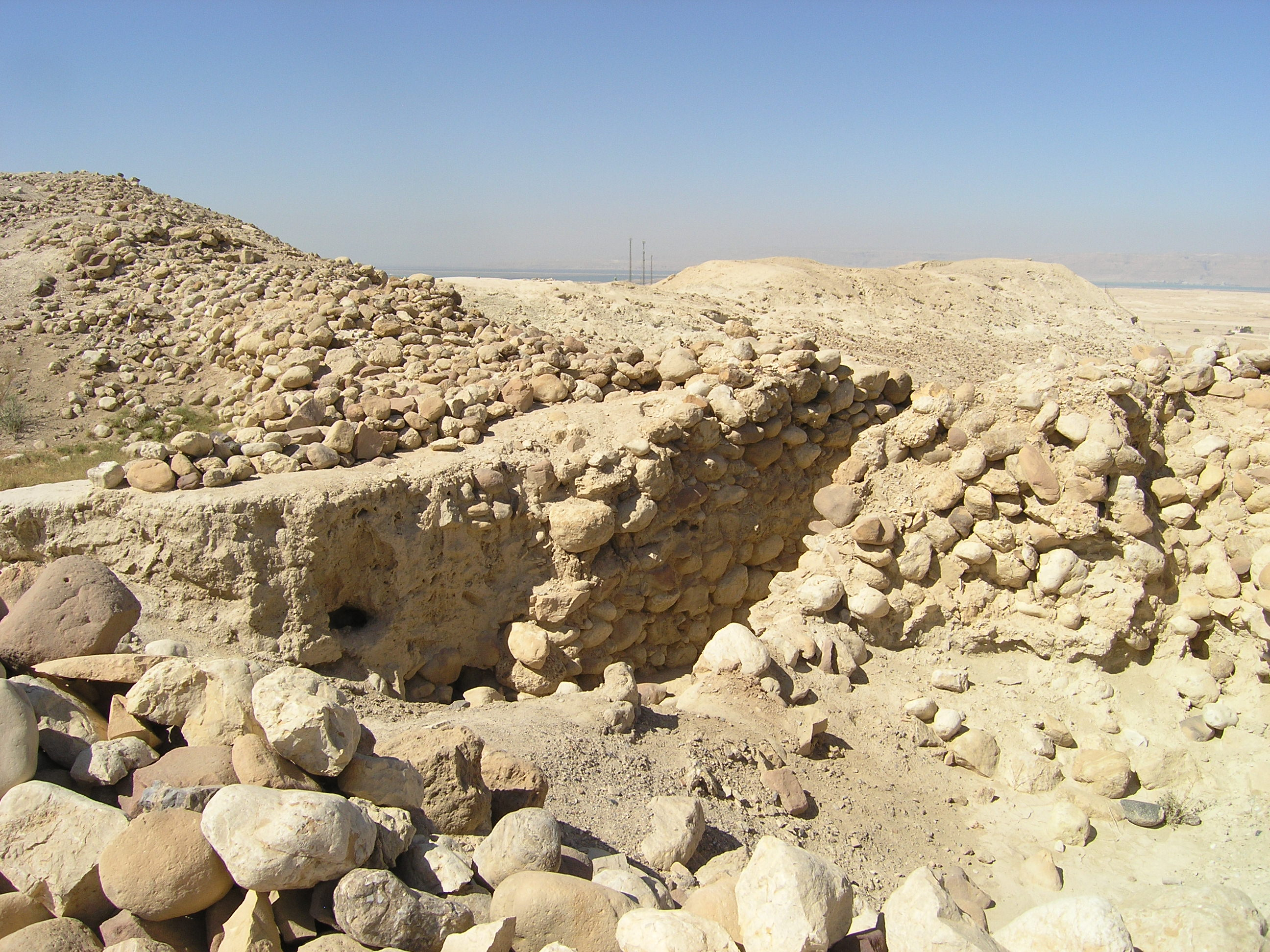
Restes del poblat de l'edat del bronze.